# Acer reginae-amaliae
Acer reginae-amaliae é uma espécie de árvore do gênero Acer, pertencente à família Aceraceae.